# Véronique Ghenne
Véronique Ghenne (Namen, 18 juli 1970) is een Belgisch politica van de PS.

## Politieke loopbaan
Ghenne werd beroepshalve biochemicus aan het Instituut van Natuurwetenschappen in Brussel. 
In haar woonplaats Orp-Jauche stichtte ze een consultatieve raad voor gehandicapten en de vzw Atout Age, die verschillende activiteiten aanbiedt voor gepensioneerden. Ghenne werd politiek actief voor de PS en was van 2000 tot 2004 provincieraadslid van Waals-Brabant. Vervolgens was zij van 2004 tot 2007 lid van de Kamer van volksvertegenwoordigers als vervangster van toenmalig minister van Landsverdediging André Flahaut. Na haar parlementaire loopbaan werd ze bediende in het Waals Parlement en werkte Ghenne van 2008 tot 2012 als adviseur op het kabinet van federaal minister Laurette Onkelinx. Vervolgens werd ze hr-manager bij het Instituut van Natuurwetenschappen. 
Sinds 2007 is Ghenne tevens OCMW-raadslid van Orp-Jauche. In 2007 werd ze eveneens ondervoorzitster van de PS-afdeling van Waals-Brabant en in 2013 voorzitster van de PS-afdeling van Orp-Jauche.